# 埃斯卡拉普拉诺
埃斯卡拉普拉诺（義大利語：Escalaplano），是意大利撒丁大区南撒丁省的一个市镇。总面积93.88平方公里，人口2298人，人口密度24.5人/平方公里（2009年）。ISTAT代码为092110。